# برگ سدابی
برگ سدابی (نام علمی: Thalictrum minus) نام یک گونه از تیره آلالگان است.